# Cyphostemma camerounense
Espèce
Cyphostemma camerounense Desc. est une espèce de plantes de la famille des Vitaceae et du genre Cyphostemma, endémique du Cameroun.

## Description
Herbe grimpante de la famille des Vitaceae, sa tige est pubescente et cylindrique de diamètre compris entre 3,5 et 2,54 cm. Ses entrenœuds ont une longueur comprise entre 8 et 15 cm. Ses vrilles sont grêles, cylindriques et peu pubescentes. Ses bractées sont ovales et glabrescentes. Ses stipules sont falciformes et acuminées. Ses feuilles composées sont digitées, et ses pétioles et pétiolules sont cylindriques et striées, densément pileux. Ses folioles sont obovales. Son inflorescence est longue de 8-12 cm, en cymes ombelliforme. Ses fleurs sont longues de 2,3-3 mm. Son pédoncule est long de 4-6 cm. Sa pédicelle est cylindrique et pubescent. Ses fruits sont des baies ovoïdes et pubescentes. Ses graines sont ovoïdes.

## Habitat
Elle se trouve dans les forêts semi décidues et montagnardes.